# Ana Svetel
Ana Svetel (* 1990 in Maribor, SRF Jugoslawien) ist eine slowenische Schriftstellerin, Kulturanthropologin und Ethnologin.

## Leben und Werk
Ana Svetel besuchte Grundschule und Gymnasium in Maribor. An der Philosophischen Fakultät der Universität Ljubljana studierte sie Ethnologie und Kulturanthropologie und schloss das Studium 2016 mit einer Arbeit zu isländischen Personennamen ab. Anschließend begann sie ein Doktoratsstudium an derselben Fakultät und arbeitet derzeit an einer Dissertation zu soziokulturellen Dimensionen des Lichts in Island. Sie ist an ihrer Fakultät darüber hinaus als Universitätsassistentin beschäftigt.
2015 veröffentlichte sie ihren ersten Gedichtband Lepo in prav (Schön und gut), mit dem sie für den Preis für das beste literarische Debüt nominiert wurde. Im Folgenden besuchte Svetel Workshops für Kurzprosa bei Andrej Blatnik und gab 2019 ihren Kurzgeschichtenband Dobra družba (Gute Gesellschaft) heraus, der verschiedene Geschichten zum Thema Mitfahrgelegenheiten enthält. Dieser brachte ihr wiederum die Nominierung für den Preis Novo mesto short ein, außerdem produzierte Radio Slovenija auf Basis des Buches eine Serie von Hörspielen. 2022 publizierte Svetel dann ihren zweiten Gedichtband Marmor.
Ana Svetels literarisches Schaffen oszilliert zwischen Intimität und Emotionalität auf der einen Seite und der Beschreibung und Analyse größerer Gesellschaftszusammenhänge, insbesondere der Lebenswelt junger Menschen in Slowenien, auf der anderen. Dies trägt jedoch selten eine engagierte Note. Außerdem ist ihr Schaffen von einer auffallenden Mobilität gezeichnet. Neben Kurzgeschichten rund um Mitfahrgelegenheiten handeln einige Gedichte von Reisen, insbesondere nach Skandinavien.
In ihrem Schreiben spiegelt sich darüber hinaus auch Svetels Beschäftigung mit Musik wider. Während ihrer Schulzeit absolvierte sie das Konservatorium für Musik und Ballett in Maribor, als Studentin arbeitete sie dann als Klavierlehrerin. Mit den Lyrikern Ana Pepelnik, Mitja Drab und Andrej Hočevar gründete sie außerdem die Band Boring Couple.
Svetel lebt in Ljubljana, sie ist Mitglied des Slowenischen Schriftstellerverbands. Sie verfasst Beiträge für verschiedene Zeitungen und Zeitschriften, u. a. hat sie eine Kolumne in der Tageszeitung Večer.

## Literarische Werke

### Lyrik
- 2022: Marmor. Ljubljana: Beletrina.
- 2015: Lepo in prav. Ljubljana: LUD Literatura.

### Prosa
- 2019: Dobra družba. Zgodbe o prevozih. Ljubljana: LUD Literatura.

### In deutscher Übersetzung
- Gedichte in Mein Nachbar auf der Wolke. Slowenische Lyrik des 20. und 21. Jahrhunderts. Hrsg. Matthias Göritz, Amalija Maček und Aleš Šteger. München: Hanser Verlag, 2023. ISBN 978-3-446-27631-4.[6]
- Wohin? In: Winzige Anomalien. Anthologie slowenischer Kurzprosa. Ljubljana: LUD Literatura; Graz: Klingenberg, 2022.